# Франц Каспар
Франц Каспар (на немски: Franz Caspar) е швейцарски етнограф и писател на произведения в жанра детска литература и пътепис.

## Биография и творчество
Франц Каспар е роден на 17 септември 1916 г. в Раперсвил, Швейцария. След завършване на гимназията през 1936 г. учи литература, езици, социология и история във Фрибур, Берн и Цюрих. Прекъсва обучението си и отива на стаж в издателство „Бензигър“ в Цюрих и Айзинделн. През 1941 г. емигрира в Буенос Айрес. Първоначално работи към маркетинга на „Nestlé Milk Products Inc.“. През 1942 г. започва близки контакти с индианците и в периода 1942-1947 г. работи като управител към Центъра за развитие на индианците в резервата Ковендо в Боливия.
През 1948 г. прави частна експедиция до бразилския щат Мато Гросо и в продължение на няколко месеца живее при местното племе тупари. През 1949 г. се завръща в Швейцария, завършва образованието си по етнология, психология и социология в Хамбург в периода 1950-1953 г. и получава докторска степен. На XXX Международен американски конгрес в Кеймбридж през 1952 г. представя доклада си „Облеклото на племето тупари (Бразилия)“. През 1952 г. издава първата си книга „Тупари: сред индианците в джунглата на Бразилия“. През 1954 г. прави втора експедиция при племето тупари със съдействието на Националния фонд „Суфио“. В следващите години обаче се оттегля от етнографията и се насочва към пазарно и концептуално изследване на детската литература. През 1975 г. с негово съдействие Хамбургския музей по етнология издава монографията му „Die Tuparí: Ein Indianerstamm in Westbrasilien“.
През 1955 г. се премества в Цюрих и работи в издателство като старши служител по проучване на общественото мнение. През 1967 г. основава Швейцарския институт за младежки книги (SJI) и го обединява с архива на Йохана Спири. Основател е и на Международната изследователска асоциация за детска и младежка литература.
През 1938 г. превежда и публикува книгата на Урсула Морай Уилямс „Приключенията на малкия дървен кон“. През 1953 г. публикува собствено продължение.
Става известен писател с книгата си за деца „Фридолин“ от 1959 г.
През 1952 г. се жени за Фрауке Бехренд, с която имат четири деца.
Франц Каспар умира от инфаркт на 13 април 1977 г. в Щробъл.

## Произведения

### Етнография
- Tupari: unter Indios im Urwald Brasiliens (1952) – издадена и като „Allein unter Indios. Meine Einmann-Expedition zu den Tupari-Indianern am Matto-grosso“
- Die Tuparí: Ein Indianerstamm in Westbrasilien (1975)

### Детска литература
- Das Rösslein Hü fährt wieder in die Welt (1953) – продължение на „Das Rösslein Hü: Seine lustigen und gefährlichen Abenteuer“ от Урсула Морай Уилямс
- Fridolin: eine lustige Geschichte für Kinder (1959)
Фридолин: Весела история за деца, изд.: „Отечество“, София (1985), прев. Светлана Тодорова
- Johanna Spyri, Jugendschriftstellerin <1827-1901> (1968)